# Zack Snyder
Zack Snyder (født 1. marts 1966) er en amerikansk filminstruktør, manuskriptforfatter og producent, måske mest kendt for at have instrueret filmene 300, Watchmen, Man of Steel og Batman v Superman

## Filmografi
- Dawn of the Dead (2004)
- 300 (2007)
- Watchmen (2009)
- Guardians of Ga'Hoole (2010)
- Sucker Punch (2011)
- Man of Steel (2013)
- Batman v Superman: Dawn of Justice (2016)
- Justice League (2017)